# 石狩炭田
石狩炭田（いしかりたんでん）とは、北海道の夕張・空知両山地にある炭田。日本最大の炭田であり、地質構造の違いから北部を空知炭田、南部を夕張炭田という。

## 代表的な炭鉱
- 北炭幌内・住友奔別（三笠市）
- 北炭夕張・北炭平和・北炭真谷地・三菱大夕張・三菱南大夕張（夕張市の夕張炭鉱群）
- 北炭万字（栗沢町）
- 三菱美唄・三井美唄（美唄市）
- 石狩炭鉱（奈井江町）
- 三井砂川（上砂川町）
- 北炭空知（歌志内市）
- 住友赤平・北炭赤間・雄別茂尻（赤平市）
- 三井芦別・三菱芦別・明治上芦別（芦別市の芦別炭鉱群）など

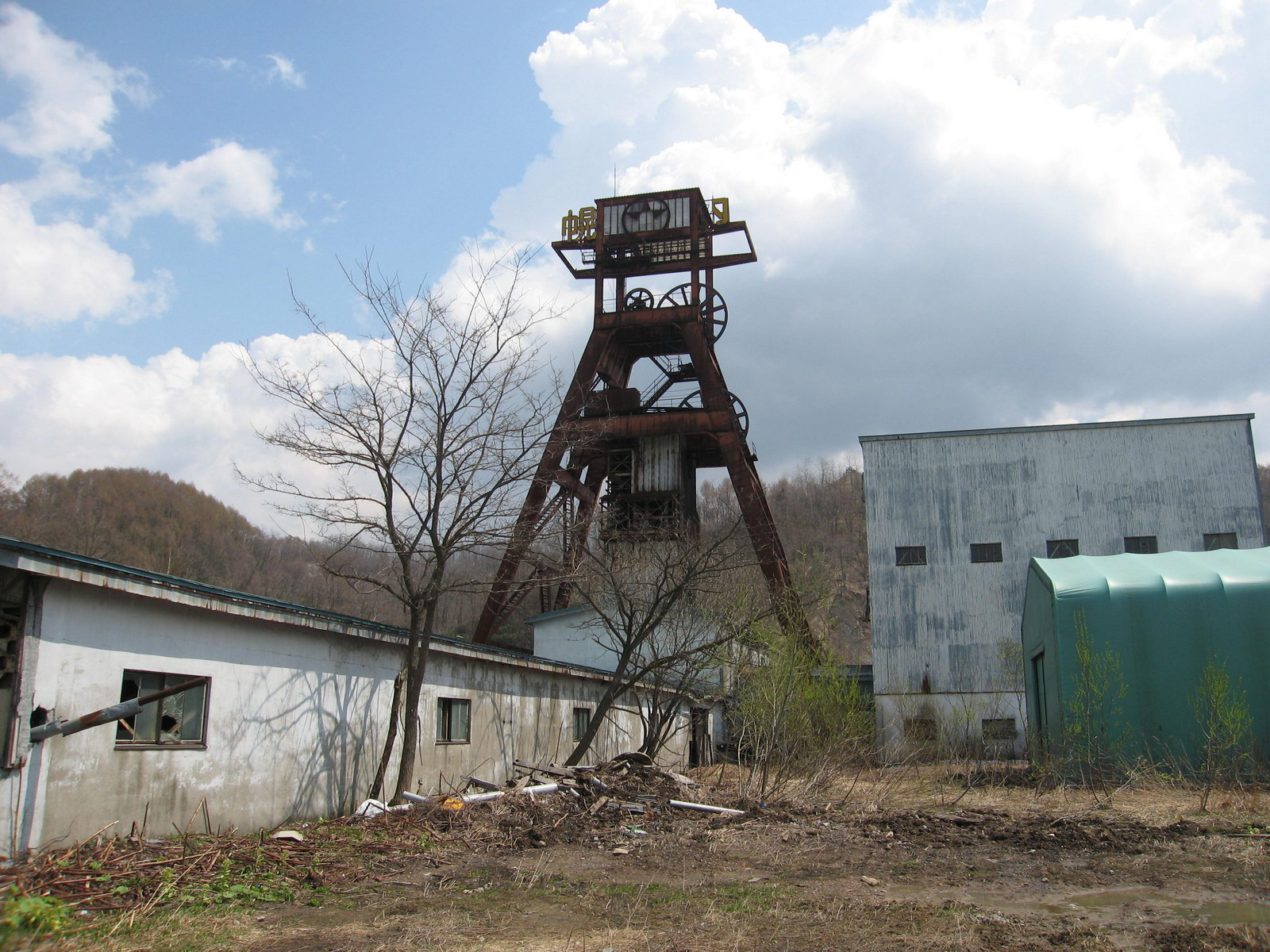
北炭幌内炭鉱幌内立坑櫓
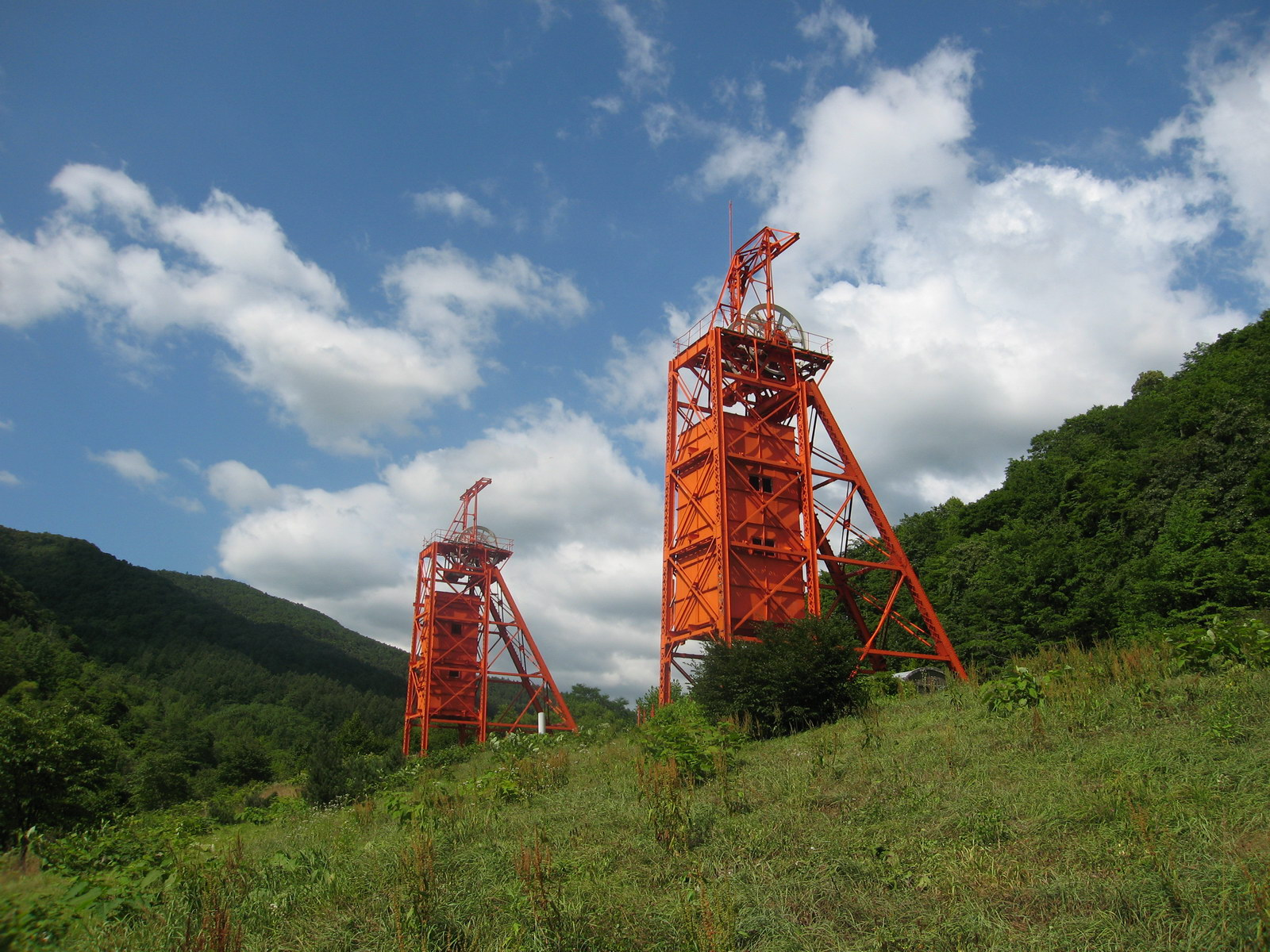
三菱美唄炭鉱立坑巻き揚げ櫓（炭鉱メモリアル森林公園）

## 歴史
- 古くから石炭の産地として知られ、明治時代の初期には早くもアメリカからの技術導入により鉄道が敷設され（1880年 手宮線 - 1882年 幌内線など）大規模な炭田の開発が進んだ。こうした流れは北海道開拓はもとより日本を近代国家に押し上げる原動力の一つとなった。石炭に限らずメタンガスの埋蔵量も多い。
- 第二次世界大戦後も大量の石炭を全国各地の工業地帯へ供給し続けたが、エネルギー革命による石油燃料への転換、コスト増などを理由により続々と閉山。現在は、小規模な露天掘り鉱山[1]が残るのみとなっている。
- 近年は、輸入に依存する石炭や石油やLNGが発電コストを圧迫し、これを代替する原子力発電も事故の危険があり、さらに自然エネルギーも代替出来るほどまで普及していないことから、炭層メタンと二酸化炭素を利用した発電の研究もおこなわれている。

## 炭鉱鉄道
- 夕張鉄道
- 北海道炭礦汽船夕張鉄道線
- 北海道炭礦汽船真谷地炭鉱専用鉄道
- 北星炭礦美流渡礦専用鉄道
- 三菱石炭鉱業大夕張鉄道線
- 三菱鉱業美唄鉄道線
- 三菱鉱業茶志内炭礦専用鉄道
- 三菱鉱業芦別鉱業所専用鉄道
- 三井芦別鉄道
- 三井鉱山奈井江専用鉄道
- 国鉄各線 - 夕張線、万字線、幌内線、歌志内線
  - 同支線 - 南美唄支線、上砂川支線（いずれも函館本線の支線）

## 関連文献
- 矢田俊文「石狩炭田における合理化の実態」『人文地理』第24巻第3号、人文地理学会、1972年、268-308頁、doi:10.4200/jjhg1948.24.268。